# Mario Corti (musicista)
Mario Corti (Guastalla, 29 gennaio 1882 – Roma, 18 febbraio 1957) è stato un violinista e compositore italiano.

## Biografia
Mario Corti iniziò a studiare il violino con il padre Angelo a Guastalla e li proseguì nel liceo musicale di Bologna con violinista Adolfo Massarenti e, per la composizione, di Giuseppe Martucci e Marco Enrico Bossi. Iniziò la carriera concertistica nel 1903. Si dedicò soprattutto all'esecuzione di musica barocca italiana e fece parte del «Quintetto Mugellini» con Bruno Mugellini (pianoforte), R. Fantuzzi (violino), Ottorino Respighi (viola) e Antonio Certani (violoncello); il quintetto si esibirà in tutta Europa ed ebbe molta importanza per gli sviluppi compositivi di quella che è nota come la "Generazione dell'Ottanta".
Nel 1907 Mario Corti ottenne la cattedra di violino al Conservatorio di Parma. Iniziò una serie di concerti in duo con diversi pianisti (Attilio Brugnoli, Guido Alberto Fano e con la propria moglie Maria Anelli). Nel biennio 1914-15 ebbe la cattedra di violino al Klindworth-Scharwenka-Konservatorium di Berlino: ritornò in Italia per lo scoppio della guerra nel 1915 e venne nominato professore di violino al conservatorio di Santa Cecilia. Iniziò una intensa attività concertistica il cui repertorio era costituito soprattutto da musica contemporanea di compositori italiani, senza trascurare tuttavia il repertorio violinistico del passato. Nello stesso tempo ebbe una intensa attività di studio e pubblicò numerose revisioni di musiche del XVI e XVII secolo nella raccolta dei Classici violinisti italiani. Fu autore di una Sonata per violino e pianoforte (1925) e di numerose opere didattiche.
A partire dagli anni trenta fu direttore artistico dell'Accademia Filarmonica Romana (stagioni 1930-32), direttore artistico del Festival internazionale di musica contemporanea a Venezia (1936-46) e sovrintendente al Gran Teatro La Fenice di Venezia (1940-46); fu anche capo della segreteria artistica dell'Accademia nazionale di Santa Cecilia di Roma.